# Freddy Oncoy
Freddy Alejandro Oncoy Huarote (Lima, Perú, 29 de septiembre de 2000) es un futbolista profesional peruano. Juega de mediocampista y actualmente milita en el Atlético Grau de la Primera División de Perú.

## Selección nacional
Oncoy hizo dos apariciones con la Selección Peruana Sub-17 en el Campeonato Sudamericano de la categoría en 2017 contra Brasil y Argentina. También jugó en un partido amistoso contra la Selección de Bolivia.

## Estadísticas

### Clubes
| Club | Div.          | Temporada     | Liga  | Liga  | Liga   | Copas nacionales(1) | Copas nacionales(1) | Copas nacionales(1) | Torneos internacionales(2) | Torneos internacionales(2) | Torneos internacionales(2) | Total(3) | Total(3) | Total(3) |
| Club | Div.          | Temporada     | Part. | Goles | Asist. | Part.               | Goles               | Asist.              | Part.                      | Goles                      | Asist.                     | Part.    | Goles    | Asist.   |
| --- | ------------- | ------------- | ----- | ----- | ------ | ------------------- | ------------------- | ------------------- | -------------------------- | -------------------------- | -------------------------- | -------- | -------- | -------- |
| Sport Boys · Perú | 1.ª           | 2019          | 4     | 0     | 0      | 1                   | 0                   | 0                   | —                          | —                          | —                          | 5        | 0        | 0        |
| Sport Boys · Perú | 1.ª           | 2020          | 22    | 0     | 0      | —                   | —                   | —                   | —                          | —                          | —                          | 22       | 0        | 0        |
| Sport Boys · Perú | Total club    | Total club    | 26    | 0     | 0      | 1                   | 0                   | 0                   | 0                          | 0                          | 0                          | 27       | 0        | 0        |
| FBC Melgar · Perú | 1.ª           | 2021          | 17    | 1     | 2      | —                   | —                   | —                   | 4                          | 0                          | 0                          | 21       | 1        | 2        |
| FBC Melgar · Perú | 1.ª           | 2022          | 8     | 0     | 0      | —                   | —                   | —                   | 1                          | 0                          | 0                          | 9        | 0        | 0        |
| FBC Melgar · Perú | Total club    | Total club    | 25    | 1     | 2      | 0                   | 0                   | 0                   | 5                          | 0                          | 0                          | 30       | 1        | 2        |
| Binacional · Perú | 1.ª           | 2023          | 32    | 6     | 1      | —                   | —                   | —                   | 1                          | 0                          | 0                          | 33       | 6        | 1        |
| Binacional · Perú | Total club    | Total club    | 32    | 6     | 1      | 0                   | 0                   | 0                   | 1                          | 0                          | 0                          | 33       | 6        | 1        |
| Atlético Grau · Perú | 1.ª           | 2024          | 11    | 3     | 0      | —                   | —                   | —                   | 0                          | 0                          | 0                          | 11       | 3        | 0        |
| Atlético Grau · Perú | Total club    | Total club    | 11    | 3     | 0      | 0                   | 0                   | 0                   | 0                          | 0                          | 0                          | 11       | 3        | 0        |
| Total carrera | Total carrera | Total carrera | 94    | 10    | 3      | 1                   | 0                   | 0                   | 6                          | 0                          | 0                          | 101      | 10       | 3        |
| (1) Incluye datos de la Copa Bicentenario. (2) Incluye datos de la Copa Libertadores y Copa Sudamericana. (3) No incluye goles en partidos amistosos. |               |               |       |       |        |                     |                     |                     |                            |                            |                            |          |          |          |